# 17 août 1953
Le lundi 17 août 1953 est le 229e jour de l'année 1953.

## Naissances
- Noni Hazlehurst, actrice australienne
- Zera Selassie, petit fils de l'empereur Haile Selassie
- Jaroslav Kantůrek, joueur tchécoslovaque de basket
- Joseph Kamga, joueur de football international camerounais
- Herta Müller, romancière allemande
- Andreas Kirchner (mort le 10 novembre 2010), bobeur est-allemand
- Vlastibor Klimeš, joueur et entraîneur tchèque de basket-ball
- Dragan Kicanović, joueur serbe de basket-ball
- Abdelhamid Chabat, homme politique et syndicaliste
- Robert Thirsk, astronaute canadien
- Kevin Rowland, artiste anglais

## Décès
- Banister Fletcher (né le 15 février 1866), architecte britannique
- Johannes Tielrooy (né le 7 octobre 1886), critique littéraire néerlandais
- Pierre Périvier (né le 29 avril 1893), homme politique français

## Autres événements
- En Italie, mise en place du Gouvernement Pella